# مقاومة العلاج الهرموني في سرطان الثدي
العلاج الهرموني هو علاج شائع لسرطان الثدي الإيجابي لمستقبلات هرمون الاستروجين. ومع ذلك، يمكن أن تتطور مقاومة هذا العلاج، مما يؤدي إلى الانتكاس وتطور المرض. وهذا يسلط الضوء على الحاجة إلى استراتيجيات جديدة لمكافحة هذه المقاومة.

## خلفية عن سرطان الثدي

### حالة الهرمونات في سرطان الثدي
في المملكة المتحدة، سرطان الثدي هو نوع السرطان الأكثر شيوعا، حيث يؤثر على حوالي 1 من كل 8 نساء. يمكن تقسيمه بشكل فضفاض إلى غير غازي، حيث يتم توطين السرطان في القنوات أو الفصيصات التي نشأ فيها، أو الغازية، حيث تنتشر الخلايا السرطانية خارج القناة الأولية أو الفصيص إلى سرطان الثدي المحيط أو جزء آخر من الجسم. تشمل عوامل الخطر التي قد تؤهب للإصابة بسرطان الثدي زيادة العمر والتاريخ العائلي للإصابة بسرطان الثدي. على الرغم من الزيادة في حالات الإصابة بسرطان الثدي مع تقدم العمر، إلا أن هناك تباطؤا ملحوظا في هذه الزيادة بعد انقطاع الطمث. علاوة على ذلك، يزداد خطر الإصابة بسرطان الثدي بعد استخدام حبوب منع الحمل الفموية المركبة و HRT مجتمعة. مسلحا بهذا الدليل على أن التغيرات الداخلية والخارجية في مستويات هرمون الاستروجين والبروجسترون تعدل خطر الإصابة بسرطان الثدي، فمن الواضح أن الهرمونات يمكن أن تلعب دورا رئيسيا في سرطان الثدي.
في الواقع، يمكن لأورام الثدي التعبير عن مستقبلات هرمونية معينة، واستخدامها للنمو والتكاثر. هذه المستقبلات الهرمونية (HR) هي مستقبلات هرمون الاستروجين (ER) ومستقبلات البروجسترون (PR). يستخدم التحليل الكيميائي النسيجي المناعي لعينة الورم، المأخوذة عن طريق الخزعة أو بعد الجراحة، لتحديد وجود هذه المستقبلات. لتصنيف الورم على أنه ER أو PR سلبي أو إيجابي، يتم استخدام درجة Allred، والتي تأخذ في الاعتبار كل من نسبة ERs و PRs الموجودة ودرجة الكثافة الإجمالية للتلطيخ - ومع ذلك تعتبر هذه الطريقة مثيرة للجدل.
مستقبل آخر غالبا ما يلعب دورا في سرطان الثدي، على الرغم من أنه ليس مستقبلات هرمون، هو مستقبل عامل نمو البشرة البشري 2 (HER2). يتم تحديد التعبير المفرط عن HER2 بواسطة الكيمياء النسيجية المناعية، أو مع التهجين الفلوري في الموقع في تلك الحالات الملتبسة التي لا تقدم فيها المدينة العالمية للخدمات الإنسانية نتيجة واضحة.
كما تم وصف أنواع فرعية جزيئية مختلفة من سرطان الثدي، والتي تتماشى بشكل فضفاض مع حالة المستقبلات:
- لومينال أ (ER و/ أو العلاقات العامة إيجابية; HER2 سلبي)
- Luminal B (ER و/ أو PR إيجابي؛ HER2 إيجابية)
- HER2 المخصب (ER / PR سلبي; HER2 إيجابية)
- القاعدية مثل (سالب ثلاثي).[5]

بالإضافة إلى ذلك، يمكن أن تكون السرطانات ER-/PR+ أو ER+/PR-، ولكنها غير مسماة ونادرة نسبيًا. يتم تقييم حالة مستقبلات السرطان لجميع سرطانات الثدي لأن لها آثارًا مهمة على تشخيص المريض. كما أنه يملي العلاج المعطى: من المرجح أن تستجيب السرطانات التي تعبر عن الضعف الجنسي لعلاج الغدد الصماء، ولكن هذا النوع من العلاج لن يكون له أي تأثير على سرطانات الثدي الثلاثية السلبية.

### آلية عمل مستقبلات هرمون الاستروجين
75% من سرطانات الثدي هي ER +. ER هو عامل نسخ يحتوي على مجال ربط الحمض النووي الذي يسمح بربط الحمض النووي في تسلسلات محددة تسمى عناصر استجابة هرمون الاستروجين (EREs)، والتي تعرف بأنها 5'-GGTCAnnnTGACC-3'، حيث يشير n إلى أي نيوكليوتيد. يحمل N-terminal الخاص ب ER مجال وظيفة التنشيط 1 (AF1)؛ يتم تضمين مجال AF2 الخاص بالتقارير الإلكترونية ضمن مجال ربط ligand. يحتوي نطاق AF2 على مواقع ملزمة للمنشطين.
هرمون الاستروجين هو هرمون الستيرويد ويمكن عبور غشاء الخلية بحرية. يمكن أن يرتبط بعد ذلك ب ER، الموجود في سيتوبلازم الخلية. عند الارتباط، يتحلل ثنائي مستقبلات الليغاند المعقد مع آخر، وينتقل هذا المتجانس إلى النواة. يعرض ربط رباط الاستروجين موقعا على نطاق AF2 للمنشطين المشاركين لإرفاقه ب ER. من خلال توظيف المنشطين وعوامل النسخ، يتم بدء نسخ الجينات النهائية، والتي يشار إليها باسم الجينات المستجيبة للإستروجين. هذه الجينات ذات وظائف متنوعة، ولكنها قد تحفز بقاء الخلايا الشاذة وانتشارها، مما يساهم في تكوين الورم وتطور السرطان. على سبيل المثال، يمكن أن يعزز ER نسخ السيكلين D1، وهو منظم مهم لدورة الخلية. من خلال التدخل في تعبير هذا المنظم، يمكن أن تؤدي إشارات مستقبلات هرمون الاستروجين والأستروجين إلى تعطيل دورة الخلية.
تقطع علاجات الغدد الصماء هذا المسار، مما يمنع ارتباط المستقبل بعنصر الاستجابة والنسخ اللاحق لهذه الجينات المستجيبة للإستروجين. تم العثور على سرطانات ER+/PR+ لإظهار نتائج أفضل مع إعطاء SERMs من سرطانات ER+/PR. تم العثور على هذا الاتجاه مع العلاج الذكاء الاصطناعي أيضا، وإن كان ذلك في عدد أقل من الدراسات. الأساس البيولوجي لهذا لا يزال غير معروف.

## خلفية عن العلاج الهرموني

### الاستروجين
هرمون الاستروجين مسؤول عن تنظيم الجهاز التناسلي الأنثوي وتطوير الخصائص الجنسية الثانوية.
17 β-استراديول هو الشكل النشط بيولوجيا للهرمون الجنسي المعروف باسم هرمون الاستروجين. يتم إفرازه بواسطة الخلايا الحبيبية في جريب المبيض والجسم الأصفر، وهو الشكل الأساسي للشكل المتداول من هرمون الاستروجين.
توجد أشكال أخرى من هرمون الاستروجين الداخلي، مثل الإسترون والإستريول والإستيرو. تم العثور على Esterol و estriol في المقام الأول في الجسم أثناء الحمل، و estrone موجود أثناء انقطاع الطمث.
جميع أشكال هرمون الاستروجين الموجودة في جسم الإنسان قادرة على الارتباط بمستقبلات هرمون الاستروجين (ER) الموجودة على الخلايا. هذا يبدأ النسخ في هذه الخلايا، مما يؤدي إلى التحكم في التعبير الجيني.
يشار إلى استراتيجيات العلاج التي تعمل عن طريق منع تأثير هرمون الاستروجين على سرطان الثدي باسم علاجات الغدد الصماء (أو الهرمونات). هذه يمكن أن تستهدف تنظيم الهرمونات بطريقتين متميزتين.

### منع تخليق هرمون الاستروجين
أولا، يمكن إعطاء بعض أشكال علاج الغدد الصماء لمنع تخليق هرمون الاستروجين. في النساء قبل انقطاع الطمث، يمكن تحقيق ذلك من خلال استئصال المبيض الجراحي (عن طريق استئصال المبيض) أو قمع المبيض الكيميائي (باستخدام ناهضات الهرمونات التي تطلق الهرمونات الملوتنة، مثل goserilin). في النساء بعد انقطاع الطمث، يتوقف المبيضان عن أن يكونا المصدر الرئيسي لإنتاج هرمون الاستروجين، حيث يتم تصنيع هرمون الاستروجين بدلا من ذلك من الأندروجينات في أنسجة العظام والدهون والثدي من خلال نشاط إنزيم أروماتاز. يمكن منع ذلك من خلال إعطاء مثبطات الأروماتاز (الذكاء الاصطناعي)، والتي يمكن أن تكون مثبطات عكسها (غير ستيرويدية) مثل أناسترازول وليتروزول، أو مثبطات لا رجعة فيها (الستيرويدية) مثل إكسميستان. ومع ذلك، في العديد من الدراسات العلمية تشير المقاومة الهرمونية إلى مقاومة هرمون الاستروجين أو قمع مستقبلات هرمون الاستروجين. تحدث هذه المقاومة بسبب تطور مسارات الهروب التي توفر طرقًا جديدة للخلايا السرطانية للبقاء على قيد الحياة في وجود علاج الغدد الصماء. إذا طورت مريضة مصابة بسرطان الثدي ER+ المقاومة الهرمونية، فلن يكون علاج الغدد الصماء المستخدم لعلاج السرطان فعالا. ما يقرب من 30-50% من مرضى سرطان الثدي ER + سوف ينتكسون نتيجة للمقاومة الهرمونية، مما يثبت أنه تحد سائد في علاج مرضى سرطان الثدي ER +.

## أنواع المقاومة الهرمونية
هناك نوعان من المقاومة الهرمونية. الابتدائية والثانوية. يمكن أيضا وصف المقاومة الأولية بأنها مقاومة جديدة أو مقاومة جوهرية، وفي هذه الحالة كانت المقاومة موجودة قبل بدء أي علاج. يتم اكتساب المقاومة الثانوية. هذا يعني أنه يحدث بعد بعض الاستجابة الأولية للعلاج بسبب التعرض لعلاج الغدد الصماء.